# Ummet Ozcan
Ummet Ozcan (* 16. August 1982) ist ein niederländischer DJ und Musikproduzent. Er ist Sohn türkischer Eltern und wuchs in den Niederlanden auf.

## Karriere
Ummet Ozcans Karriere begann im Jahr 2007. In den folgenden fünf Jahren veröffentlichte er vor allem Musik im Bereich der Trance-Musik. Als ab 2012 Electro-House im Kommen war, wendet sich Ozcan mehr diesem Genre zu. Ende 2012 begann er, Big-Room-House zu produzieren.
2013 konnte er sich erstmals in den Top 100 des DJ Magazines platzieren. 2014 war er auf großen EDM-Veranstaltungen wie dem Ultra Music Festival, Tomorrowland, Open Beatz (bei Herzogenaurach) sowie bei Electric Love (auf dem Salzburgring) zu Gast.
Seine Singles platzieren sich regelmäßig in den Beatport Top-10. 2013 erreichte er mit der zusammen mit dem niederländischen DJ-Duo W&W veröffentlichten Single The Code Platz 1 der Beatport-Charts sowie Platz 96 der niederländischen Top-100-Charts. Auch mit der eigenen Single Raise Your Hands eroberte Ozcan im April 2014 die Spitze der Beatport-Charts und kam in den belgischen Ultratop Charts auf Platz 47 im niederländischsprachigen Teil Belgiens und auf Platz 96 der französischen Top-100-Charts. 2014 veröffentlichte er zusammen mit Paul van Dyk, Come with Me (We Are One), die offizielle Hymne des We-Are-One-Festivals in Berlin.
Ummet Ozcans größter kommerzieller Erfolg in seiner bisherigen Karriere war die Single Revolution, die er 2014 zusammen mit R3hab und Nervo schrieb und veröffentlichte. Sie erreichte Platz 37 in den britischen Charts. Aber auch die Single Raise Your Hands stellt einen großen Erfolg dar.
Beim Ultra Music Festival gaben die belgischen DJ-Brüder Dimitri Vegas & Like Mike gemeinsam mit Steve Aoki als „3 Are Legend“ das Release des Liedes The Hum bei dem Ozcan mitwirkt, bekannt. Es erschien am 20. April 2015, gelang jedoch bereits Ende 2013 unter dem Titel The Wolf ins Internet. Grund für den falschen Titel war die Verwendung des Summen und Klopfen aus dem Film The Wolf of Wall Street, welches Mark Hanna Jordan Belford beibringt. Der Melbourne-Bounce und Big-Room inspirierte Track basiert auf dem typischen Ummet Ozcan-Stil. Für das offizielle Musikvideo arbeitete er unter anderem mit Charlie Sheen, Jean-Claude van Damme sowie den Jungs von DVBBS zusammen.
Jedoch änderte der Produzent im Jahr 2015 schlagartig seinen Musikstil. Nachdem seine vorherigen Produktionen, darunter Smash, SuperWave oder zuletzt auch The Hum sich ihn ihrer Machart sehr ähnelten und neben Big-Room-Elementen ebenfalls auch Spuren des Melbourne-Bounce aufwiesen, sind Singles wie On the Run oder Kensei um einiges spezieller und auch von anderen Stilen geprägt. Mit den seinen Ende 2015 bis Anfang 2016 erschienenen Singles Stars und Wake Up The Sun vertrat er zudem erstmals den Stil des Progressive-House.
Am 9. Mai 2016 erschien gemeinsam mit Steve Aoki und Dimitri Vegas & Like Mike das Lied Melody, das bis auf Platz 12 der belgischen Single-Charts vorrückte und Gold-Status erreichte. Auch in Deutschland und vielen weiteren europäischen Ländern konnte das Instrumentalstück, das insbesondere durch seine eingängige Melodie an Popularität gelangte in Charts vieler Musikdienste einsteigen. Nach Wickerman und dem sehr Big-Room-lastigen Megatron, veröffentlichten Ozcan und Dimitri Vegas & Like Mike mit Jaguar am 9. September 2016 einen bereits seit 2013 erwarte Produktion. Aus Copyrightgründen, durch die Verwendung des Melodiesamples des gleichnamigen Liedes von DJ Yoeri, wurde das Lied nicht als Single herausgebracht. Im Zuge des „Sound-of-Madness“-Projekts von den belgischen Brüdern erschien der Titel letzten Endes als Free-Track.
2022 erkundete Ozcan die Verbindung von Techno mit traditionellen Instrumenten. Im Zuge dessen versuchte er sich auch an Kehlgesang. Der daraus resultierende Track Xanadu (Mongolian Techno) ging auf TikTok viral und steigerte seine Bekanntheit in Asien und anderen Teilen der Welt.

## Diskografie

### Singles
| - 2007: Joypad - 2007: The Light - 2007: Re-Charge (mit El Toro) - 2007: Natural Waves - 2008: Deep Basic - 2008: Bits and Bytes (mit El Toro) - 2009: Maya - 2009: Timewave Zero - 2009: Shamballa - 2009: Subzero (mit MEM) - 2009: Synergy (vs. W&W) - 2010: Insignia - 2010: Arcadia - 2010: Serendipity (mit Sied van Riel) - 2010: Trinity - 2010: Next Phase - 2010: Vimana - 2011: Insignia - 2011: Indigo - 2011: Transcend - 2011: Reboot - 2012: Cocoon - 2012: Miami Sundown - 2012: The Box - 2013: The Code (mit W&W) - 2013: Here & Now - 2013: Airport (mit DJ Ghost) - 2013: The Cube - 2013: Revolution (mit R3hab und Nervo) - 2014: Raise Your Hands - 2014: Smash! - 2014: Come with Me (We Are One) (mit Paul van Dyk) - 2014: SuperWave - 2014: Overdrive (mit Calvin Harris) - 2014: Ecco (Club Mix mit MEM) - 2015: Kensei | - 2015: The Hum (mit Dimitri Vegas & Like Mike) - 2015: Lose Control - 2015: Daftizer - 2015: Stars (mit Katt Niall) - 2015: On The Run - 2016: Wake Up the Sun - 2016: Spacecats - 2016: Melody (mit Dimitri Vegas & Like Mike und Steve Aoki) - 2016: Wickerman - 2016: Megatron - 2016: Jaguar (mit Dimitri Vegas & Like Mike) - 2016: Don’t Stop - 2016: Om Telolet Om - 2017: Bombjack (mit Ambush) - 2017: Showdown - 2017: Everything Changes (mit Chris Crone) - 2017: Higher (mit Lucas & Steve) - 2018: Change My Heart (mit Laurell) - 2018: Omnia - 2018: Trash Moment (mit Coone und Villain) - 2018: Low Rider (mit WAR) - 2018: The Cell - 2018: Starchild (mit PollyAnna) - 2019: The Grid - 2019: Eins Zwei (mit Mo-Do) - 2019: Izmir (mit Arem Ozguc und Arman Aydin) - 2019: I Don’t Care (mit Robin Valo) - 2019: Beast (All as One) (mit Dimitri Vegas & Like Mike und Brennan Heart) - 2019: Fight Back (mit Harris & Ford) - 2019: Popcorn (mit Steve Aoki und Dzeko) - 2019: Seesaw - 2019: Toast Hawaii (mit le Shuuk) - 2019: Angry Kids (mit Faustix) - 2019: Somewhere in my Memory (Home Alone Theme) (mit Jaxx & Vega) - 2019: Wonderful Days (mit Orange Inc. und Charly Lownoise & Mental Theo) - 2023: Altay (mit Otyken) |

### Remixe
- 2014: Tiësto – Wasted (Ummet Ozcan Remix)
- 2014: Calvin Harris – Summer (R3hab & Ummet Ozcan Remix)